# Neophysobates
Neophysobates – rodzaj roztoczy z kohorty mechowców i rodziny Tegoribatidae.
Rodzaj ten został opisany w 1985 roku przez Malcolma Luxtona jako Paraphysobates, jednak w tym samym roku S. Mahunka użył tej nazwy dla innego rodzaju i w 1987 roku Luxton zmienił mu nazwę na Neophysobates. Gatunkiem typowym wyznaczono Physobates monodactylus.
Mechowce te mają lamelle przykrywające prawie całe prodorsum. Ich pteromorfy są ruchome, a środkowe części sensilusów powiększone. Notogaster wyposażony jest w 4 pary areae porosae i 6 par alveoli. Szczeciny notogastralne występują w liczbie 3 par, genitalne 5 par, aggenitalne 1 pary, analne 2 par, a adanalne 2 par. Odnóża jednopalczaste.
Rodzaj rozprzestrzeniony w południowej strefie subtropikalnej.
Należą tu 3 opisane gatunki:
- Neophysobates monodactylus (Hammer, 1966)
- Neophysobates montanus (Engelbrecht, 1986)
- Neophysobates nudus (Engelbrecht, 1986)